# Šotna deva
Šotna deva (znanstveno ime Aeshna caerulea) je vrsta raznokrilih kačjih pastirjev iz družine dev, razširjena v polarnih območjih Evrazije.

## Opis
Je razmeroma majhna deva, odrasli dosežejo 54 do 64 mm v dolžino. Zreli samci imajo črno-moder vzorec: oprsje je temnorjavo z ozkimi modrimi progami, na zadku pa modra prevladuje. Samice in mladi samci imajo rumena znamenja namesto modrih.
Višek aktivnosti je julija in v začetku avgusta.

## Habitat in razširjenost
Je ena najseverneje razširjenih vrst kačjih pastirjev sploh, saj živi na skrajnem severu Evrope od Škotske in Skandinavije vključno s Severnim rtom in preko vse Sibirije do obal Arktičnega oceana na severu, območja Bajkalskega jezera na jugu ter Beringovega preliva na vzhodu. Poleg tega obstaja še nekaj populacij v Srednji Evropi, ki živijo v Alpah, Sudetih in Šumavi, verjetno ostanek (relikt) mnogo večje razširjenosti med zadnjo ledeno dobo. Zaradi prilagojenosti na mraz nima konkurence med kačjimi pastirji in se razmnožuje v raznovrstnih stoječih ali počasi tekočih vodah. V Srednji Evropi je razširjenost omejena na nadmorske višine nad 1.000 m.
Za Slovenijo je znan en sam podatek iz leta 1992, ko je odonatolog Boštjan Kiauta opazil enega samca na Jelovici. Na Rdeči seznam kačjih pastirjev iz Pravilnika o uvrstitvi ogroženih rastlinskih in živalskih vrst v rdeči seznam je zato šotna deva uvrščena kot kritično ogrožena vrsta, vendar zaradi dejstva, da ni nobenih podatkov o razmnoževanju na ozemlju Slovenije, niti ni novejših najdb, ta status v praksi nima pomena.